# 天廚三
天龍座ε，又名BD+69 1070，HD 188119、SAO 9540、HR 7582，是天龍座的一颗恒星，视星等为3.83，位于銀經102.43，銀緯20.83，其B1900.0坐标为赤經19h 48m 30.7s，赤緯+70° 20.83′ 48″。